# Љубомир Нешић
Љубомир Нешић (Зајечар, 18. децембар 1918 — Сиколе, код Неготина, 29. септембар 1941) био је учесник Народноослободилачке борбе и народни херој Југославије.

## Биографија
Рођен је 18. децембра 1918. године у Зајечару, од оца Александра и мајке Драгице. Основну школу, коју је уписао са непуних шест година дозволом управитеља школе завршио је у Зајечару. У родном месту је завршио и шест разреда гимназије, а након четвртог био ослобођен полагања нижег течајног испита као одличан ученик.
Још као дечак био је принуђен да због тешког материјалног стања породице, заједно са братом и сестром служи у туђим кућама, а касније да даје приватне часове ђацима. Био је члан скаутских организација „Скаут” и „Соко”.
Године 1934. са сестром Зором и бабом Петром прелази за Крагујевац где Љуба завршава седми и осми разред и велику матуру. Ту се повезује са напредним студентима Београдског универзитета и активно учествује у раду литерарне ђачке дружине. За време школског распуста провео је са друговима шест недеља у Француској у организацији Удружења пријатеља Француске, као вођа групе крагујевачке гимназије, упознајући се, између осталог, и са проблемима радника у овој земљи.
По завршетку средње школе враћа се са бабом и сестром у Зајечар. Намерава да упише Војну академију, али није примљен, па уписује Правни факултет у Београду, 1936. године.
Још као гимназијалац, био је активан у редовима револуционарне омладине, а на факултету је наставио још већу политичку активност. Као један од најзапаженијих студената у многобројним сукобима са полицијом крајем 1937. изабран је у управу Удружења студената права у којој су и Бајо Секулић, Богдан Капелан, Неда Божиновић и Рифат Бурџевић.
Године 1939. године примљен у Комунистичку партију Југославије (КПЈ).
Активно је учествовао у свим акцијама револуционарног студентског покрета Београдског универзитета. Истицао се својим говорима на политичким скуповима. Био је руководилац Омладинске секције Удружења Тимочана и Крајинаца. Активно је радио и с радницима, организовао политичке скупове и штрајкове. Због тога га је полиција више пута хапсила. Када је, почетком 1940. године, формиран Окружни комитет КПЈ за Зајечар, Љубомир је изабран за његовог члана. Највише се ангажовао за стварање нових партијских организација.
Да би обезбедио несметан рад и легални боравак у Неготину, Љуба Нешић 4. јуна 1941. склопио је уговор са Добривојем Недељковићем Донетом о учењу обућарског заната, што му је омогућило да несметано борави у Неготину и путује на релацији Неготин - Зајечар - Неготин.
После Априлског рата и окупације Краљевине Југославије, 1941. године, радио је на припремама, организацији и дизању оружаног устанка. Учествовао је на састанку Окружног комитета КПЈ за Зајечар, 30. јуна 1941. године на Белом Брегу, када је одлучено да се формирају Бољевачки, Крајински и Заглавски партизански одред. После тог састанка, активно је радио на стварању партизанских одреда у Крајинском и Неготинском срезу.
Када је, 1. августа 1941. године на Шуљевцу код Метриша, формиран Крајински партизански одред, Љубомир је постављен за његовог политичког комесара.
Прве акције Одреда биле су разоружавање жандармеријских посада на железничким станицама Рајац, Тамнич и Брусник, а затим заузимање среског места Салаш.
Љубомир Нешић је погинуо приликом напада здружених одреда четника и жандарма, на Крајински партизански одред, 29. септембра 1941. године, на источним падинама планине Дели Јован, код села Сиколе.
Указом Председништва АВНОЈ-а постхумно је 6. јула 1945. одликован Орденом заслуга за народ првог реда. Указом Президијума Народне скупштине ФНР Југославије 14. децембра 1949. проглашен је за народног хероја.
Једна од основних школи у Зајечару носи његово име.

## Галерија
- Споменик борцима Крајинског партизанског одреда на Стеванским ливадама
- Штаб Крајинског партизанског одреда на Стеванским ливадама
- Спомен биста у Зајечару
- Орден народног хероја